# Kom Ombo

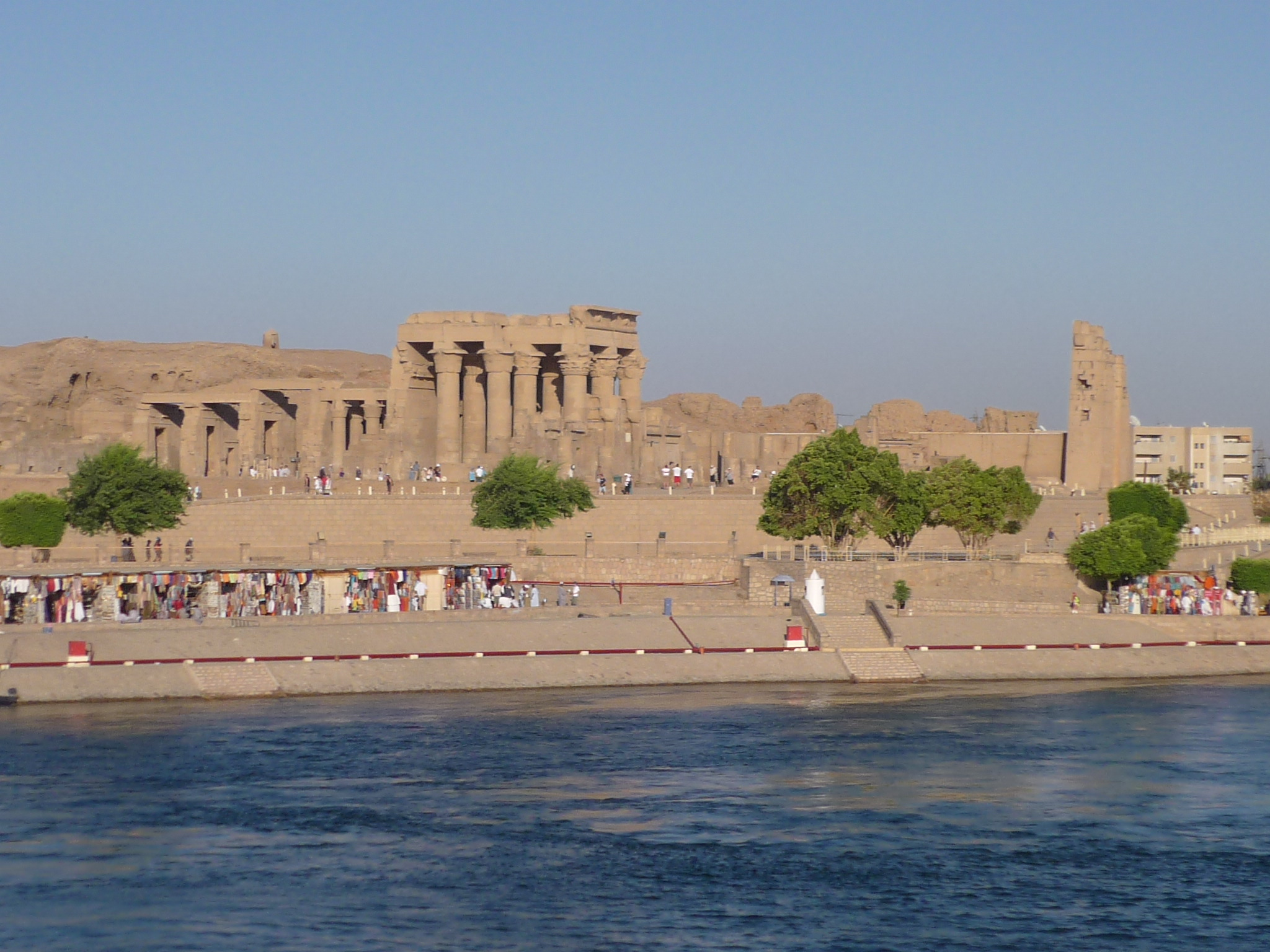
Temple de Kom Ombo

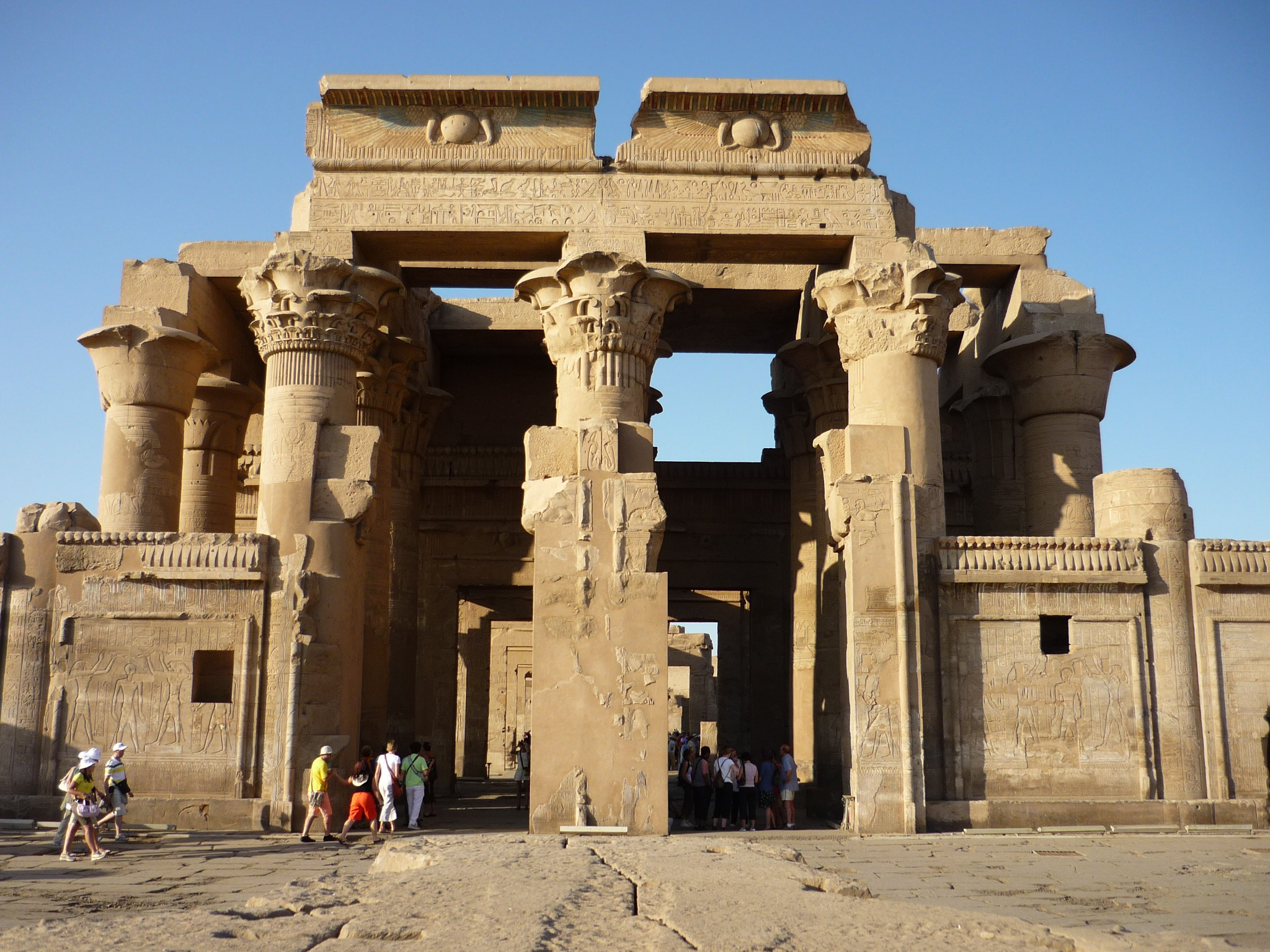
Temple de Kom Ombo

Kom Ombo (كوم أمبو) (copte: Embo; grec: Oμβοι, Omboi o Ombos; llatí: Ambo o Ombi) és una ciutat d'Egipte a la governació d'Assuan; és famosa pel seu temple del segle ii aC. És a uns 70 km al nord d'Assuan. La seva activitat principal és el tèxtil, el turisme i l'agricultura. Té uns 50.000 habitants.
És l'antiga ciutat egípcia de Nubt ('ciutat de déu'), però és molt més al sud de l'antiga ciutat de Nubt o Naqada, que també fou coneguda en època clàssica com a Ombos, i es diu Tukh en àrab. La primera era al nomós V de l'Alt Egipte, mentre que Kom Ombos era al nomós I. Ombos (Kom Ombo) tenia un suburbi a l'altre costat de riu, anomenat Contra Ombos.
Fou seu d'una guarnició sota diverses dinasties faraòniques, els Ptolomeus i els romans.
La ciutat té dos temples construïts amb pedres de les pedreres de Hadjar Selseleh, properes a la ciutat. Un dels temples era dedicat a Apol·lo (Aroeres) i a altres deïtats locals, especialment Sobek. Un petit temple al nord-oest era consagrat a Isis.
En el període cristià fou seu d'un bisbe. Com a bisbat catòlic modernament, hi fou bisbe (1958-1963) Karol Wojtyla (Joan Pau II) abans de ser nomenat bisbe de Cracòvia.